# Hans Reiter
Hans Conrad Julius Reiter (Leipzig, 26 de febrero de 1881 – Kassel, 25 de noviembre de 1969) fue un médico, bacteriólogo e higienista alemán que sirvió para el régimen nazi. Fue el responsable de las crueles muertes de cientos de prisioneros en el campo de concentración de Buchenwald. También participó en el programa nazi de exterminio de discapacitados llamado Aktion T4.

## Biografía

### Formación
Hans Reiter nació en la ciudad de Reudnitz, cerca de Leipzig, el día 26 de febrero de 1881. Era hijo de padres alemanes: el industrial Richard Reiter y Margarete Heib.
Estudió Medicina en Leipzig.

### Nazismo
A mediados de 1936 Hans Reiter se hizo cargo del puesto de director del Departamento de Salud del estado de Mecklenburg-Schwerin, del cual emigró para ejercer como profesor en Berlín. En 1937 fue nombrado presidente de la oficina de salud del Reich, oficina desde la cual declaró que era responsabilidad de la medicina evitar la transmisión de genes inferiores a las generaciones venideras. En esa época publicó su primer tratado de higiene racial: Deutsches Gold. Gesundes Leben, Frohes Schaffen.

### Segunda Guerra Mundial
Reiter fue capturado e interrogado durante los Juicios de Núremberg que se llevaron a cabo entre los años 1945 y 1947. Los crímenes cometidos por los médicos nazis condujeron a la redacción de un nuevo código legal para juzgarlos tanto a ellos como a sus ayudantes. Estos principios legales fueron detallados en el Principios de Núremberg, escrito por legalistas aliados para evitar futuros excesos por parte de los cuerpos médicos de los campos de prisioneros. Curiosamente, las actividades de Hans Reiter durante el tiempo que estuvo a cargo de Buchenwald fueron conocidas mucho tiempo después de los juicios de Núremberg gracias a las declaraciones de médicos ayudantes del campo de Buchenwald y de algunos supervivientes que proporcionaron descripciones de los experimentos y torturas a las que fueron sometidos.
Gracias a estos testimonios se averiguó que Hans Reiter estuvo involucrado en la creación de métodos económicos de esterilización y eutanasia, comisionado para ello especialmente por el régimen nazi. También participó en un estudio cuya aplicación incluía la inoculación de la bacteria del tifus a los internos del campo de concentración de Buchenwald. El resultado de este estudio fue la muerte de cientos de prisioneros. Además supervisó y dio órdenes de llevar a cabo otros muchos experimentos en el campo de concentración de Buchenwald; uno de los mejor documentados es la infección de 250 prisioneros con Rickettsia y su posterior asesinato.
Su condición de investigador sobresaliente y reconocido erudito provocaron un escándalo que hasta el día de hoy perdura. Una muestra de este hecho es la resistencia de círculos médicos de origen judío al uso del término síndrome de Reiter para describir a la artritis reactiva, enfermedad estudiada y descrita con precisión por el médico alemán, cuyas manifestaciones clínicas son inflamación de la uretra, conjuntivitis y artritis. Además su nombre está asociado a la espiroqueta de Reiter, una variante del treponema, relacionado con el Treponema pallidum y el Test de Reiter, una prueba para el diagnóstico de la sífilis.
Después de pasar tres años de prisión en Alemania Hans Reiter fue liberado, según consta en los expedientes de Núremberg, por no haberse encontrado en su contra más que datos circunstanciales y ningún testimonio sólido que lo ligara a los exterminios llevados a cabo en Buchenwald. Una vez liberado, Hans Reiter volvió a su campo de investigación en reumatología.
Falleció a los 88 años en su casa de campo cerca de Hessen.